# Fellatio

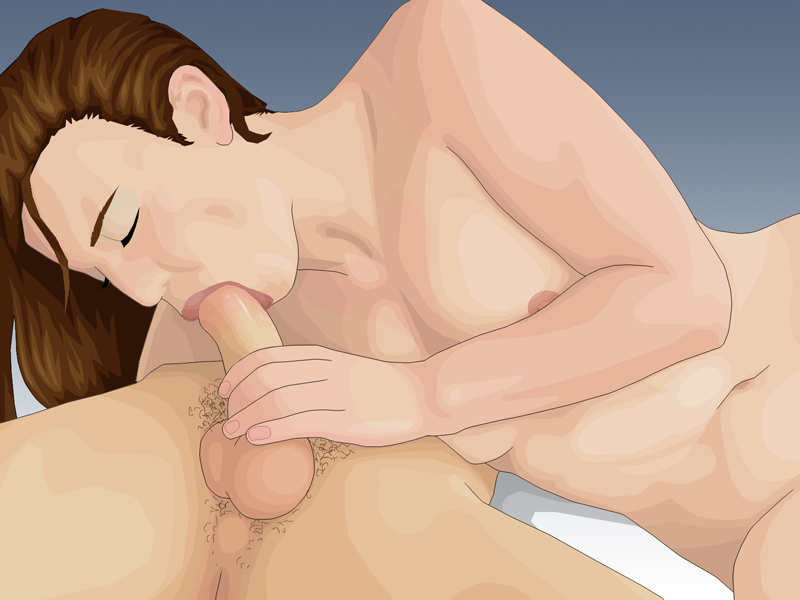
Illustration eines heterosexuellen Fellatio-Aktes

Die Fellatio (früher auch Fellare, von lateinisch fellare ‚saugen‘) ist eine Form des Oralverkehrs, bei der der Penis durch Mund, Zunge und Lippen – beim der Irrumatio (dem Irrumare) ähnlichen, sogenannten Deepthroating auch durch die Rachenregion – des Sexualpartners stimuliert wird; Lutschen, Blasen und Saugen am Penis sind ebenfalls möglich. Der Fellatio Praktizierende wird als Fellator bezeichnet. Fachsprachlich wird der Vorgang der Fellatio auch Coitus per Os („Einführung des Penis in den Mund“) genannt. Umgangssprachliche Bezeichnungen sind unter anderem „jemandem einen blasen“ (von englisch Blowjob) oder „(Sex auf) Französisch“. Letzterer Begriff umfasst Oralverkehr im Allgemeinen, also auch den Cunnilingus, die Stimulation der weiblichen Geschlechtsorgane mit Mund und Zunge.

## Kontext
Häufig wird Fellatio beim Vorspiel praktiziert, sowohl zur Steigerung der sexuellen Lust als auch um eine Erektion herbeizuführen. Bei Jugendlichen und jungen Erwachsenen dient sie als eine Form des Pettings der sexuellen Erkundung. Männer mit schwacher Erektion, die deswegen vaginal oder anal nicht penetrieren können, erreichen mit Fellatio manchmal die Möglichkeit, penetrierenden Sex zu praktizieren. Neben der physischen Erregung kann auch ein Zusammenhang mit psychischen und sozialen Komponenten bestehen, der in solchen Fällen die Attraktivität der Fellatio steigern kann. Hierbei werden insbesondere symbolische Zusammenhänge mit Dominanz, Kontrolle und Macht auf der Seite des Penetrierenden und Hingabe auf Seiten des Ausführenden herangezogen. Gleichzeitig kann die Vorstellung, etwas Verbotenes zu tun beziehungsweise ein Tabu zu brechen, zu einer Steigerung der Erregung führen (zu Positionen der Religionen und früheren gesetzlichen Verboten siehe Artikel Oralverkehr).
Wenige, besonders gelenkige Männer können sich selbst oral befriedigen. Diese Form der Masturbation wird Autofellatio (umgangssprachlich englisch self-suck) genannt. Eine wirklichkeitsnah gefilmte Autofellatio, die mit einer unvollständigen „Rolle rückwärts“ eingeleitet wird, ist Bestandteil der Handlung in dem Spielfilm Shortbus. Eine Figur am Kölner Rathaus, die in etwa in das Jahr 1410 datiert, stellt offensichtlich Autofellatio dar.

## Verbreitung im Tierreich
Fellatio ist auch bei anderen Primatenarten bekannt. Insbesondere bei Bonobos wurde sie beobachtet, dort allerdings meist als Interaktionsmuster jugendlicher Männchen. Obwohl die Annahme verbreitet ist, Fellatio sei spezifisch für Primaten, trifft das nicht zu. Beispielsweise existiert eine zufällig entstandene Aufnahme eines Kängurus, das Autofellatio praktiziert. Unabhängig von derartigen Zufälligkeiten ist Fellatio bei der Paarung einer Spezies (Cynopterus sphinx) der Flughunde belegt.

## Risiken
Fellatio ist eine Form des Sexualkontaktes, die Risiken der Übertragung von Geschlechtskrankheiten mit sich bringt. Eine Ejakulation in den Mund stellt ein Infektionsrisiko für HIV und klassische Geschlechtskrankheiten wie Syphilis und Gonorrhoe dar, insbesondere seitens des Partners, dessen Mund beteiligt ist (und erst recht bei Verletzungen des Gaumenfleisches). Institutionen der Gesundheitshilfe, zum Beispiel die Deutsche AIDS-Hilfe oder die Bundeszentrale für gesundheitliche Aufklärung, empfehlen, bei Sexualkontakten grundsätzlich bestimmte Safer-Sex-Regeln zur Minderung von Infektionsrisiken einzuhalten. Zur HIV-Prävention bei Fellatio wird empfohlen, entweder ein Kondom zu benutzen oder dafür zu sorgen, dass kein Sperma in den Mund gelangt. Das Infektionsrisiko für HIV durch das Präejakulat und durch Speichel wird als gering bewertet.
Studien zeigen eine Korrelation zwischen Oralsex und Kehlkopfkrebs. Es wird angenommen, dass dies auf die Übertragung von HPV zurückgeht, einem Virus, das für die Mehrheit der Fälle von Gebärmutterhalskrebs verantwortlich gemacht wird und welches im Gewebe von Kehlkopfkrebs in zahlreichen Studien festgestellt wurde. Die Studie kommt zu dem Schluss, dass Menschen, die ein bis fünf Sex-Partner (oral) in ihrem Leben hatten, ein etwa doppelt so hohes Risiko von Kehlkopfkrebs haben wie jene, die nie Oralsex praktizierten, und diejenigen mit mehr als fünf Sex-Partnern (oral) ein um 250 Prozent erhöhtes Risiko für Kehlkopfkrebs.